# فاصله ساده
فاصله ساده فواصلی هستند که حدود آن ها از یک اکتاو تجاوز نکند. .
به عبارت دیگر فاصله های یکم تا هفتم ( و هشتم به اعتقاد برخی نظریه پردازان موسیقی) فاصله ساده هستند..